# Kościół św. Jakuba Apostoła w Skorogoszczy
Kościół św. Jakuba Apostoła – rzymskokatolicki kościół parafialny w Skorogoszczy. Kościół należy Parafii św. Jakuba Apostoła w Skorogoszczy w dekanacie Niemodlin, diecezji opolskiej.
Do wojewódzkiego rejestru zabytków wpisano:
- kościół par. pw. św. Jakuba, 1852, nr rej.: 1072/66 z 20.01.1966
- cmentarz kościelny (otoczenie kościoła) , nr rej.: 1072/66 z 16.03.2017

## Historia kościoła
Pierwsza wzmianka o kościele w Skorogoszczy pochodzi z 1223 roku, kiedy to miała miejsce konsekracja ówczesnej świątyni, której dokonał biskup wrocławski Wawrzyniec. Od 1228 roku patronat nad kościołem sprawował klasztor norbertanek (OPraem) z Czarnowąs. W 1271 miejscowość otrzymała prawa miejskie. W okresie reformacji większość mieszkańców przeszła na protestantyzm. Obecny kościół zbudowany został w 1852 r. W Skorogoszczy istniał też w latach 1806–1945 r. osobny kościół ewangelicki. Hrabina E. Schmising Kerssenbrock w 1890 sprowadziła do Skorogoszczy siostry ze Zgromadzenie Sióstr Miłosierdzia św. Wincentego à Paulo – Szarytki (EM). W 1910 r. hrabina wybudowała kompleks pałacowo-parkowy, który w 1918 roku przekazała Zakonowi Misjonarzy z Mariahilf. Misjonarze urządzili tu Dom Misyjny, a następnie Seminarium Misyjne. W wyniku działań wojennych II wojny światowej budynek kościelny, organistówka i plebania uległy uszkodzeniu. W 1945 ksiądz Józef Wojaczek znalazł ciało zamordowanego przez Rosjan księdza Jerzego Greinera w piwnicy plebanii w Skorogoszczy. Greiner został zabity, ponieważ nie posiadał zegarka, którego domagał się od niego żołnierz radziecki. Po 1945 roku został wyremontowany i do dziś służy społeczności katolickiej.

## Architektura i wnętrze kościoła
Jest to świątynia orientowana, trójnawowa murowana z cegły. Prezbiterium jest w kształcie prostokąta, kryte sklepieniem kolebkowo-krzyżowym. Od zachodu posiada prostokątną wieżę, zakończoną ośmioboczną kondygnacją ze strzelistym daszkiem. We wnętrzu widać współczesne polichromie stylizowane na bizantyjskie, wykonane w 1978 roku przez macedońskiego malarza Sotyrysa Pantopulosa. Po bokach ołtarza głównego umieszczone są dwie, wykonane na początku XVI wieku, gotyckie rzeźby św. Jakuba Apostoła i św. Katarzyny.

## Galeria

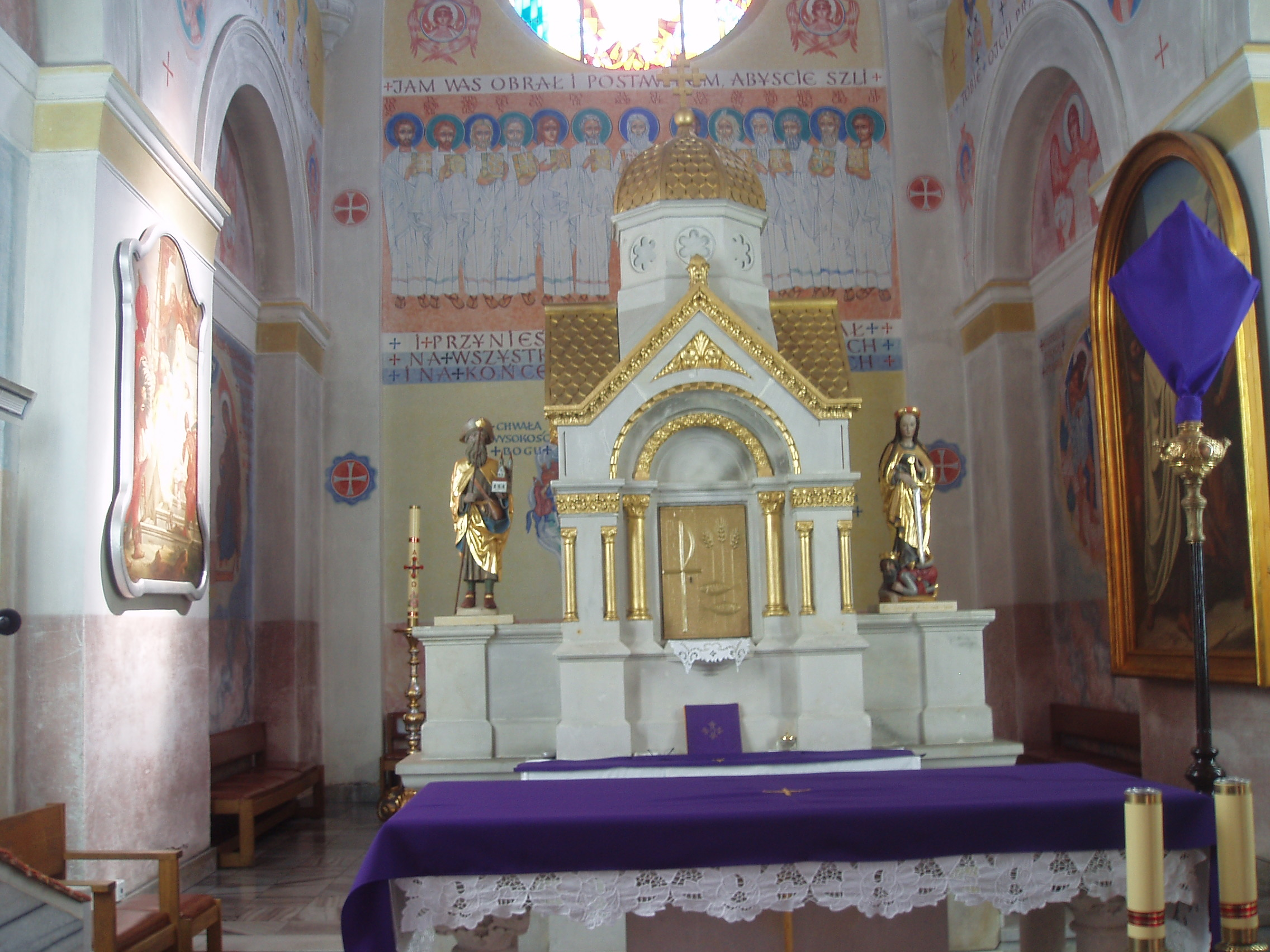
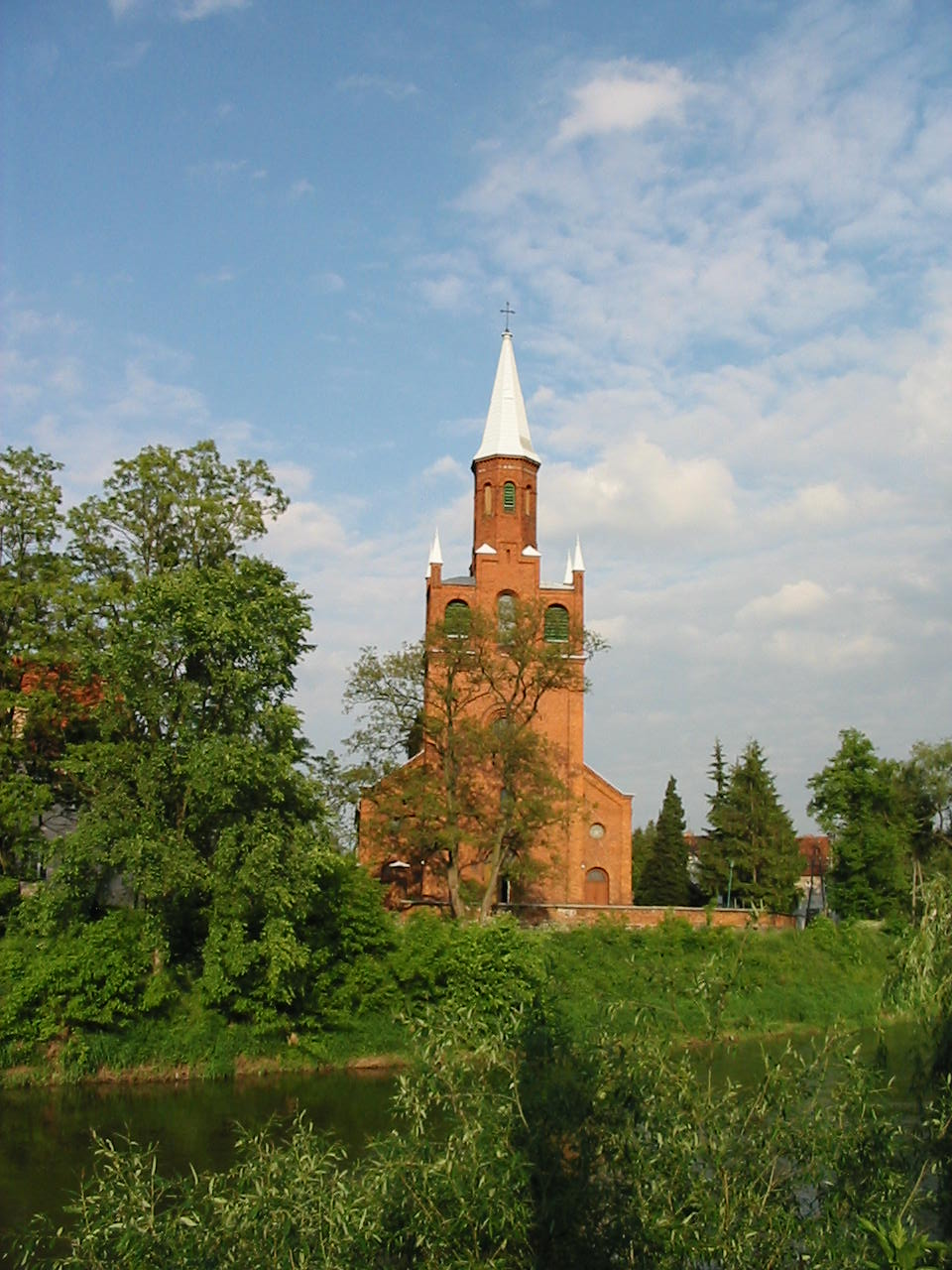
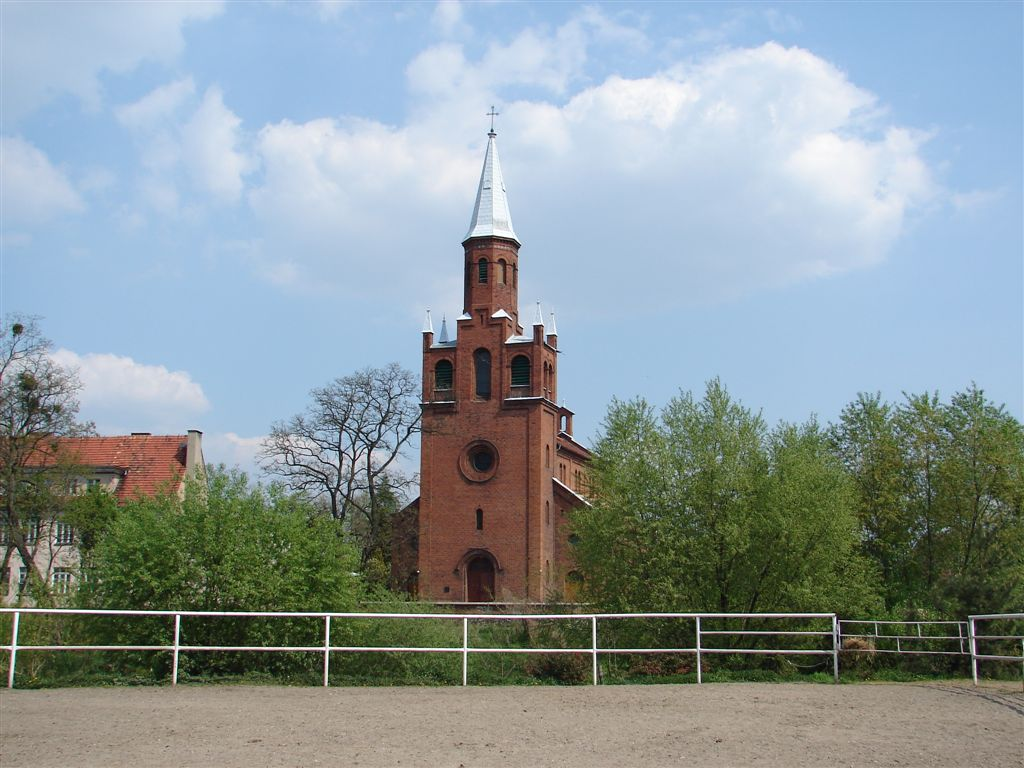